# 피로바쿨룸 아르세나치쿰
피로바쿨룸 아르세나치쿰은 피로바쿨룸속에 속하는 한 종이다.